# Борт, Виталий Петрович
Виталий Петрович Борт (укр. Віталій Петрович Борт; род. 1 сентября 1972, Донецк) — украинский политик, предприниматель, депутат Верховной рады Украины V, VI, VII и IX созывов.

## Карьера
Образование — Горловский филиал Донецкого политехнического института, факультет строительства автомобильных дорог и мостов (1989—1994), профессия — инженер-строитель.
В 1995—2000 годах был торговым агентом ООО «Донецкэлектроторг».
С 2001 по декабрь 2004 года не работал.
С января по июнь 2005 года — менеджер, а с ноября 2005 по апрель 2006 — коммерческий директор ООО «Торгово-маркетинговый дом "Ясиноватский машиностроительный завод"».
Рядом политических деятелей обвинялся в незаконном присвоении собственности национальной акционерной компании «Недра Украины», которое произошло не без вмешательства Василия Джарты, Министра охраны окружающей природной среды Украины, в прошлом мэра Макеевки.
С февраля 2013 года Борт — президент Детско-юношеской футбольной лиги Украины, переизбран на этот пост 25 ноября 2016 года единогласно.

## Политика
В Верховную раду Украины V созыва избран по списку Партии регионов под номером 105. С июля 2006 года возглавлял подкомитет по вопросам автомобильных дорог и дорожного хозяйства при Комитете по вопросам транспорта и связи, в создании законопроектов участия не принимал.
В Верховную раду Украины VI созыва избран по списку Партии регионов под номером 168. С декабря 2007 года член Комитета по вопросам аграрной политики и земельных отношений. После критики за неучастие в законодательной деятельности предложил законопроект № 8005, которым предусматривались внесение изменений в Украинский классификатор товаров внешнеэкономической деятельности и отмена НДС для экспорта топливных гранул и брикетов.
В Верховную раду Украины VII созыва избран снова по списку Партии регионов. Борт был одним из тех, кто поддержал законы 16 января, принятые во время Евромайдана. 14 апреля 2014 года на внеочередной сессии Макеевского горсовета поддержал проведение референдума о самоопределении Донецкой области.
26 июля 2014 года Борт был задержан в Ялте сотрудниками МВД России: его арестовали на встрече с несколькими лицами, связанными с криминальным подпольем. После профилактической беседы Борт был отпущен. 27 ноября 2014 года сложил полномочия Народного депутата Украины после роспуска Верховной рады.
Перед парламентскими выборами в Верховную раду Украины, назначенными на 21 июля 2019 года, Борт вошёл под номером 28 в предвыборный список партии «Оппозиционная платформа — За жизнь».

## Государственные награды
- Орден «За заслуги» III степени (24 августа 2012) — за значимый личный вклад в социально-экономическое, научно-техническое, культурно-образовательное развитие Украинского государства, весомые трудовые достижения, многолетний добросовестный труд и по случаю 21-й годовщины независимости Украины[9]

## Личная жизнь
Супруга — Ольга Анатольевна, дочь — Яна.

## Махинации
По данным «Украинской правды» Виталий Борт, будучи официально безработным и торговым агентом, стал совладельцем нескольких бизнес-структур, связанных с государственной корпорацией «Недра Украины». По мнению журналистов, Борт имел связи с тогдашним министром охраны окружающей природной среды Василием Джарты, которому тогда подчинялся государственный концерн «Надра Украины». Также, по информации «Украинской правды», в 2006 году Борт был причастен к присвоению помещения национальной акционерной компании «Недра Украины».

## Состояние
За 2019 год задекларировал наличные на 119 миллионов гривен.